# Gary Ackerman
Gary Leonard Ackerman (New York, 19 novembre 1942) è un politico statunitense, membro della Camera dei Rappresentanti per lo stato di New York dal 1983 al 2013.

## Biografia
Nato a Brooklyn in una famiglia ebrea, Ackerman studiò al Queens College, Università della Città di New York e successivamente lavorò come insegnante di scuola superiore.
Entrato in politica con il Partito Democratico, nel 1977 tentò infruttuosamente di farsi eleggere nel consiglio comunale di New York. Nel 1979 venne eletto all'interno della legislatura statale dello stato di New York e vi rimase per quattro anni, fin quando nel 1983 fu eletto alla Camera dei Rappresentanti per il seggio rimasto vacante dopo la morte di Raymond McGrath.
Negli anni successivi Ackerman fu riconfermato per altre quattordici volte, finché nel 2012 annunciò il suo ritiro e lasciò il Congresso dopo trent'anni di permanenza.
Ackerman si contraddistinse anche per un particolare stilistico: sfoggiò sempre un garofano bianco appuntato alla giacca, fin da quando lavorando come insegnante prese quest'abitudine per dimostrare ai suoi allievi che ogni giorno, in quanto speciale, meritava un'accortezza particolare come un fiore all'occhiello.